# 努瓦亚洛
努瓦亚洛（法語：Noyalo，法語發音：[nwajalo]）是法国莫尔比昂省的一个旧市镇，属于瓦讷区。2016年1月1日，努瓦亚洛和相邻的泰克斯合并为新市镇泰克斯-努瓦亚洛（Theix-Noyalo）。

## 地理
努瓦亚洛（47°36'37"N, 2°40'52"W）面积4.93 平方千米，位于法国布列塔尼大區莫尔比昂省，该省份为法国西北部沿海省份，位于布列塔尼半岛南部，北起阿摩尔滨海省、西接菲尼斯泰尔省，南濒大西洋，东南接大西洋卢瓦尔省，东临伊勒-维莱讷省。
与努瓦亚洛接壤的市镇（或旧市镇、城区）包括：泰克斯、叙聚尔、勒埃佐、泰克斯-努瓦亚洛。

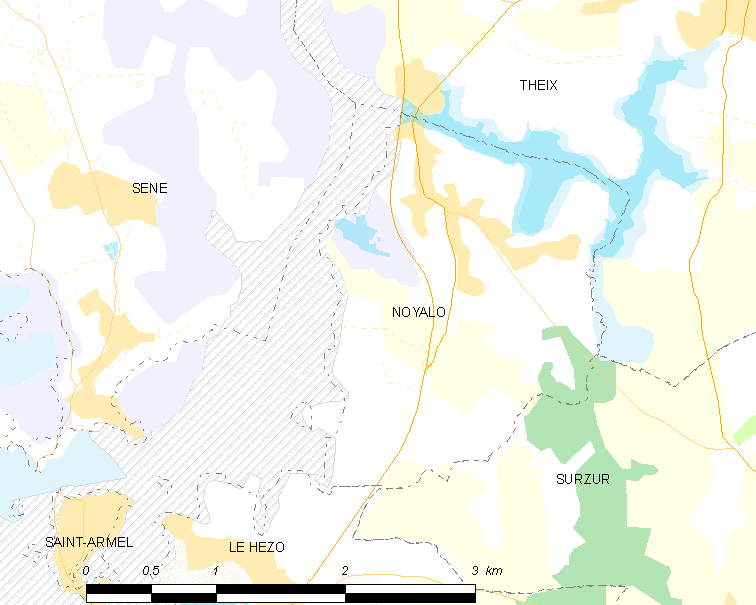
努瓦亚洛的OSM定位图

努瓦亚洛的时区为UTC+01:00、UTC+02:00（夏令时）。

## 行政
努瓦亚洛的邮政编码为56450，INSEE市镇编码为56150。

## 政治
努瓦亚洛所属的省级选区为塞内县。

## 人口

1962-2008年间努瓦亚洛人口变化图示

努瓦亚洛于2018年1月1日时的人口数量为894人。